# 大学対抗交渉コンペティション
大学対抗交渉コンペティション（だいがくたいこうこうしょうコンペティション、英語：Intercollegiate Negotiation Competition）とは、仲裁・交渉のスキルを競い合う大会である。毎年11月下旬または12月初週の土曜日・日曜日に行われる。

## 概要
平成16年度文部科学省事業「特色ある大学教育支援プログラム」に、大阪大学と上智大学が共同で提案し、採択されたプログラムである。後援は住友グループ広報委員会・PWC Japan・UNIDROIT・Global Leadership Assosiation・法務省。運営委員は森下哲朗、ダニエル・フット、太田勝造、柏木昇、野村美明、岡田幸宏、大西 楠・テア、小川 和茂、田村 陽子、長田 真里、藤澤 尚江、森田 果である。
参加大学各校は、ゼミ単位や有志によるチームなど、様々である。
白人社会やグローバル化する社会において通用する交渉術を学ぶことが主な活動目的であるが、日本人特有の序列意識や政治力も学ぶことができる場合がある。

## 参加大学一覧
- 北海道大学
- 東北大学
- 一橋大学
- 東京大学
- 名古屋大学
- 京都大学
- 大阪大学
- 九州大学
- 早稲田大学
- 慶應義塾大学
- 上智大学
- 中央大学
- 学習院大学
- 同志社大学
- 立命館大学
- オーストラリア国立大学
- 日本大学（2011年度第10回大会より）
- 上海交通大学（2011年度第10回大会）
- チーム・オーストラリア（2012年度第11回大会より）
- 香港大学（2014年度第13回大会より）
- シンガポール国立大学（2015年度第14回大会より）
- 立教大学（2017年度第16回大会より）
- 明治大学（2017年度第16回大会より）
- 筑波大学（2017年度第16回大会より）
- モンゴル国立大学（2017年度第16回大会より）
- SolBridge International School of Business（2018年度第17回大会より）
- 西南学院大学（2019年度第18回大会より）
- 北京師範大学（2019年度第18回大会より）

## 参加大学の経緯
第2回大会新規参加校
- 京都大学・九州大学・中央大学・同志社大学

第3回大会新規参加校
- 北海道大学・一橋大学・早稲田大学・慶應義塾大学

第4回大会新規参加校
- 東北大学・オーストラリア国立大学

第5回大会新規参加校
- 学習院大学

第6回大会新規参加校
- 立命館大学

## 入賞校の歴史
- 第1回
  - 優勝：東京大学
- 第2回
  - 優勝：東京大学、準優勝：九州大学、3位：上智大学、4位：大阪大学
- 第3回
  - 1位：東京大学、2位：九州大学、3位：一橋大学、4位：大阪大学、5位：同志社大学、6位：上智大学
- 第4回
  - 1位：京都大学、2位：東京大学、3位：名古屋大学、4位：北海道大学・上智大学、5位：一橋大学
- 第5回
  - 1位：チーム・オーストラリア、2位：京都大学、3位：同志社大学、4位：上智大学、5位：名古屋大学
- 第6回
  - 1位：チーム・オーストラリア、2位：東京大学、3位：一橋大学、4位：同志社大学、5位：上智大学
- 第7回
  - 優勝：東京大学、準優勝：一橋大学、3位：京都大学、4位：早稲田大学、5位：上智大学
- 第8回
  - 優勝：東京大学、準優勝：同志社大学、3位：早稲田大学、4位：九州大学、5位：上智大学
- 第9回
  - 優勝：東京大学、準優勝：一橋大学、3位：大阪大学、4位：チーム・オーストラリア、5位：早稲田大学・上智大学
- 第10回
  - 優勝：早稲田大学、準優勝：上智大学、3位：大阪大学、4位：慶應義塾大学、5位：東京大学

## 余興の歴史
- 第5回・社歌コンテスト
  - 優勝校：一橋大学
- 第6回・社旗コンテスト
  - 優勝校：立命館大学
- 第7回・ポスターコンテスト
  - 優勝校：早稲田大学
- 第8回・ポスターコンテスト
  - 優勝校：京都大学
- 第9回・ポスターコンテスト
  - 優勝校：東京大学
- 第10回・ポスターコンテスト
  - 優勝校：上海交通大学